# Planell de les Bruixes
El Pla de les Bruixes és una plana del terme municipal de Conca de Dalt, a l'antic terme d'Hortoneda de la Conca), al Pallars Jussà. És en territori del poble del Mas de Vilanova.
Està situat a l'esquerra del riu de Carreu a l'extrem sud-oest del Serrat de les Comelletes, just a ponent del Forat des Arts i a llevant de lo Riu de Vilanoveta. No és estrictament una plana, sinó una costa boscosa.